# Conrad Carlsrud
Conrad Maurentius Carlsrud (Kjose, 9 febbraio 1884 – Waterbury, 21 ottobre 1973) è stato un ginnasta norvegese.

## Palmarès

### Olimpiadi
- Argento a Londra 1908 nel concorso a squadre.

### Olimpiadi intermedie
- Oro a Atene 1906 nel concorso a squadre.